# 이원승
이원승(1960년 3월 10일~)은 대한민국의 희극 배우이자 대학로에서 한국 최초 나폴리 피자 디마떼오의 경영인이다.
한편, 대전고를 목표로 했으나 연합고사 국민윤리 점수에서 뒤져 낙방한 뒤 보문고등학교로 간신히 진학했으며 1979년 고등학교 졸업 후 배재대에 입학했지만 1년 만에 중퇴한 뒤 다음 해 중앙대 연극영화과에 입학했고 1981년 1월 6일 군 입대를 했으나 무릎 연골파열 탓인지 1년 만에 의가사제대했으며 1982년 복학과 함께 같은 해 6월 MBC 라디오 개그맨 콘테스트 2기로 데뷔했고  데뷔 초창기 본명인 이성규로 활동해 왔다가 1987년부터 현재의 예명으로 활동 중이며 콩트 코미디가 쇠퇴하자 젊은 나이에 개그계를 떠났고 1998년 1월 9일 피자전문점 '디마떼오'를 개업했으나 개업 과정에서  IMF 외환위기가 겹치며 어려움을 겪기도 했다.
게다가, 본인이 출연한 연극 제목(추락하는 것은 날개가 있다구?)처럼  연극 흥행이 실패한 데다 연극에만 매진하는 가장을 두고 이혼 이야기가 나오기 시작했으며 이 과정에서 첫 아내 한갑비씨가 본인(이원승)과의 불화 끝에 가출했고 2002년 2월 3일 김경신씨와 재혼했다.

## 학력
- 한산초등학교 → 대흥초등학교 (전학)
- 대전대성중학교
- 보문고등학교
- 배재대학교 (중퇴)[8]
- 중앙대학교 연극영화학과 학사
- 중앙대학교 신문방송대학원 석사
- 중앙대학교 대학원 연극학 박사

## 경력
- 2024 - 십자가 즉흥극 '비아 크루치스' 작 연출. 가평 디마떼오 극장
- 2023 - 십자가의 길 '비아 크루치스' 작 연출. 가평 디마떼오 극장
- 2019 - '교회커뮤니티 연극의 방법론 - 로고스 플레이 연구'로 한국연기예술학회 우수논문 선정
- 2016 - 2017 369 콘서트 기획 연출
- 2015 - 2016 거대 인형 퍼레이드'까르네발레 가평' 기획 연출
- 2014 - '어설픈 연극제' 기획 연출
- 1998 ~ 디마떼오 대표
- 1992 ~ 극단 하늘 땅 창단, 대표
- 1982 ~ MBC 개그콘테스트 입상
- 1977 ~ 연극배우 첫 데뷔 대전 MBC극회 김자림 작 오덕균 연출 '오호 종달새' 노인역

## 출연작

### 연극
- 하늘뗜 따지, 이원승이 원숭이, 바케레타, 이원승이 웁니다. 프라이 프라이데이 외 다수

### 영화
- 춤추는 청춘대학, 내사랑 짱구, 돌아온 손오공, 김치국 일병 외 다수

### 시트콤
- 《연인들》(2001년, MBC)

## TV 프로그램
- 일요일 밤의 대행진 (MBC)
- MBC 베스트셀러극장 《32회 - 혜미의 서울》 (MBC) - 성호 역
- 청춘만만세 (MBC) - 단
- 청춘행진곡 (MBC)
- 일요일 일요일 밤에 (MBC)
- 코미디 세상만사 (MBC)
- 영 11 (MBC)
- 행복한 아침 (채널A) - 게스트

### 라디오 프로그램
- CBS 즐거운 오후 2시 진행
- EBS 책 읽는 라디오 낭독 시리즈 (EBS FM, 2016년)

### CF
- 1983년 롯데제과 롯데 옥수수
- 1984년 한화제약 옵티펙
- 1985년 서주 서주 앵콜바 (feat. 임성훈)

## 홍보대사
- 인천공항 출입국관리사무소 홍보대사
- 가평군 홍보대사[9]

## 저서
- 《피자 한판 인생 두판》 (이유출판, 2018) ISBN 9791195325504